# Первая лига Литвы по футболу
I Лига, Пирма Лига, c 2022 года по спонсорскому соглашению — Optibet Pirma Lyga — второй уровень профессиональных футбольных лиг Литвы.

## Формат
В I лиге, организовываемой Литовской федерацией футбола (LFF), соревнуются 14-16 команд, при этом лучшая команда получает повышение до A Lyga и заменяется командой с самым низким местом в высшем дивизионе, а 4 худших клуба переводятся во II лигу. Начиная с сезона 2016 года команда, занявшая второе место, выходит в плей-офф с предпоследней командой A Lyga. Окончательный список участников часто не соответствует окончательным результатам предыдущего сезона, поскольку участие подтверждается также в процессе лицензирования под курированием Литовской федерации футбола.

## История
В сезоне 2017 года участвовали 15 команд. По итогам этого сезона три команды снялись с соревнований.
В 2018 году в лиге состояло 14 команд. Однако ФК"Коралас" снялся в середине сезона. После окончания сезона еще две команды отказались от участия в следующем сезоне.
В сезоне 2019 года в I лиге было 16 команд. В июне «Стумбрас» столкнулся с финансовыми трудностями и снялся с высшей лиги, что привело к снятию и команды «Стумбрас Б» из I лиги. Все её результаты были аннулированы, поскольку команда сыграла менее половины игр. По окончании сезона было начато расследование договорных матчей. В результате «Атлантас» и «Паланга» были исключены из высшей лиги и переведены во II лигу. Ходатайство о допуске к участию в I лигу было отклонено. По мере продолжения расследования было установлено, что команда «Купишкис» тоже причастна к договорным матчам, и она также была исключена из I лиги.
Хотя победитель чемпионата 2019 года «Джюгас» получил путёвку наверх, клуб не смог получить лицензию A-лиги 2020, и его повышение сорвалось Только клуб «Банга» вышел в высшую лигу после сезона 2019 года, выиграв у «Паланги в плей-офф» плей-офф
Сезон 2020 года был урезан из-за пандемии COVID-19. В турнире приняли участие 14 команд, четыре из которых выходили в А-лигу. Команда, занявшая последнее место, должна была вылететь в низшую лигу, но в итоге осталась в I лиге.
Сезон 2021 года прошел без вирусных ограничений. Победителю предыдущего сезона, «Ионаве», было отказано в лицензии на выступление в высшей лиге из-за обвинений в договорных матчах. Лига состояла из 14 команд, и в следующем сезоне ожидается расширение лиги до 16.
«ФА Шяуляй» выиграл титул 2021 года, победив «Ионаву» в последнем туре. Оба клуба финишировали с 66 очками, и первое место пришлось определять в «золотом матче» на нейтральном стадионе. «Шяуляй» выиграл оба матча — 3:1 и 1:0.

### Плей-офф
В течение последних нескольких лет команда, занявшая второе место, боролась с предпоследней командой высшего дивизиона в плей-офф за место в A-лиге.
Поскольку в сезоне 2020 года из-за коррупционного скандала и пандемии COVID-19 количество команд A-лиги было резко сокращено до 6, Федерация футбола Литвы объявила, что в этом сезоне 4 команды получат прямое повышение без плей-офф.

## Участники
По состоянию на сезон 2024:
| Клуб              | Город            | Год основания | Стадион                                            | Вместимость |
| ----------------- | ---------------- | ------------- | -------------------------------------------------- | ----------- |
| Атмосфера         | Мажейкяй         | 2012          | Центральный городской стадион Мажейкяй             | 2500        |
| Бабрунгас         | Плунге           | 1935          | Центральный стадион Плунге                         | 1200        |
| Банга Б           | Гаргждай         |               |                                                    | 3250        |
| Бе1               | Ионава           | 2019          | НФА                                                | 500         |
| БФА               | Вильнюс          | 2007          | Спортима Арена                                     | 3 100       |
| Гарлява           | Гарлява          | 2008          | Стадион школы имени Адомо Миткаус                  | 500         |
| Кауно Жальгирис Б | Каунас           | 2020          | Стадион футбольной академии каунасского Жальгириса | 500         |
| Миния             | Кретинга         | 2017          | Кретингский городской стадион                      | 1 000       |
| Нявежис           | Кедайняй         | 1962          | Центральный стадион города Кедайняй                | 3 000       |
| Няптунас          | Клайпеда         | 2020          | Клайпедский центральный стадион                    | 5000        |
| Паневежис Б       | Паневежис        | 2019          | Стадион прогимназии Жеминос                        | 300         |
| Ритеряй           | Вильнюс          | 2005          | ЛФФ                                                | 5 400       |
| Таурас            | Таураге          |               |                                                    | 3200        |
| Хегельманн Б      | Каунасский район |               |                                                    | 500         |
| ФА Шяуляй Б       | Шяуляй           | 2020          | Шяуляйский городской стадион                       | 9 125       |
| Экранас           | Паневежис        | 2018          | Стадион прогимназии Жеминос                        | 500         |

## Прошлые победители
| Сезон   | Кол-во команд | Победитель               | Лучший бомбардир                                                      |
| ------- | ------------- | ------------------------ | --------------------------------------------------------------------- |
| 1991    | 16            | Жальгирис-2 Вильнюс      |                                                                       |
| 1991/92 | 15            | Жальгирис-2 Вильнюс      |                                                                       |
| 1992/93 | 14            | Азотас Ионава            |                                                                       |
| 1993/94 | 16            | Муша Укмерге             |                                                                       |
| 1994/95 | 16            | Жальгирис-2 Вильнюс      | И. Вербовикас (Локомотивас, 13)                                       |
| 1995/96 | 13            | Ранга-Политехника Каунас | С. Чеснулис (Лайсве, 19)                                              |
| 1996/97 | 16            | Клевас Шауляй            | С. Чеснулис (Лайсве, 23)                                              |
| 1997/98 | 14            | Дайнава Алитус           | Ю. Медведев (Лиетава, 17)                                             |
| 1998/99 | 15            | Лиетава Ионава           | Марюс Куршавичус (Атлетас, 20)                                        |
| 1999    | 15            | Егеряй Каунас            | Р. Кирсанов (Железинис Вилкас), 15)                                   |
| 2000    | 16            | Ветра Рудишкес           | Шарунас Литвинас (Калвария, 32)                                       |
| 2001    | 16            | Полония Вильнюс          | Томас Радзиневичюс (Судува, 33)                                       |
| 2002    | 16            | Ветра Рудишкес           | Денис Васильков (Интерас, Ветра Рюдишкес, 27)                         |
| 2003    | 18            | Полония Вильнюс          | В. Заборас (Полония Вильнюс, 27)                                      |
| 2004    | 17            | Шяуляй                   | Гвидас Юска (Бабрунгас, Егеряй], 21)                                  |
| 2005    | 18            | Алитис Алитус            | Кештутис Непас (Ветра-2, Алитис, 22)                                  |
| 2006    | 18            | Егеряй Каунас            | Рамюнас Тиминскас (Круоя, 22)                                         |
| 2007    | 12            | Алитис Алитус            | Римантас Цеповас (Родиклис, 25)                                       |
| 2008    | 13            | Таурас Таураге           | Мартинас Каралюс (Глестум, 19)                                        |
| 2009    | 7             | Шилуте                   | Гвидас Юшка (Шилуте, 21)                                              |
| 2010    | 10            | ФБК Каунас               | Арсений Буйницкий (Лиетава, 28)                                       |
| 2011    | 9             | РЕО Вильнюс              | Айварас Либерис (Нявежис, 24)                                         |
| 2012    | 10            | Лиетава Ионава           | Айварас Либерис (Нявежис, 24)                                         |
| 2013/14 | 12            | Гранитас Клайпеда        | Айварас Либерис (Нявежис), Эдгарас Мастяница (Гранитас), 18           |
| 2014/15 | 13            | Стумбрас Каунас          | Артурас Римкявичюс (Стумбрас), 26                                     |
| 2015/16 | 18            | Лиетава Ионава           | Лауринас Стонкус (Лиетава), 30                                        |
| 2016    | 16            | Шилас Казлу-Руда         | Артур Шкуратович (Вилнюс Витис), 31                                   |
| 2017    | 15            | Паланга                  | Гвидас Юшка (Паланга), 17                                             |
| 2018    | 14            | Паневежис                | Эвальдас Кугис (Нявежис), 20                                          |
| 2019    | 15            | Джюгас Тельшяй           | Хосе Луис Баланта Каракас (ДФК Дайнава), Эвальдас Кугис (Нявежис), 19 |
| 2020    | 14            | Нявежис Кедайняй         | Эвальдас Кугис (Нявежис), 14                                          |
| 2021    | 14            | ФА Шяуляй                | Ричардас Бенюшис (Шилас), 22                                          |
| 2022    | 16            | Дайнава Алитус           |                                                                       |
| 2023    | 16            | Трансинвест              | Энрике Девенс (Трансинвест), 22                                       |
| 2024    | 16            | Ритеряй                  | Эрнестас Мицкевичюс (Бе1)                                             |